# Johan Renck
Johan Renck (Uppsala, 5 de dezembro de 1966) é um cineasta sueco, conhecido pela participação na minissérie Chernobyl. Como reconhecimento, foi vencedor do Primetime Emmy Awards 2019.